# Chusquea abietifolia
Chusquea abietifolia Griseb., 1864) è una pianta della famiglia delle Poacee originaria dei Caraibi.

## Descrizione
È un piccolo bambù, a portamento strisciante o rampicante, che può raggiungere i 5–10 m di lunghezza formando fitti boschetti.

## Distribuzione e habitat
Questo bambù cresce a Cuba,Repubblica Dominicana, Haiti, Giamaica, Puerto Rico, Trinidad e Tobago.